# NGC 7343
NGC 7343 is een balkspiraalstelsel in het sterrenbeeld Pegasus. Het hemelobject werd op 26 september 1876 ontdekt door de Franse astronoom Édouard Jean-Marie Stephan.

## Synoniemen
- UGC 12129
- MCG 6-49-59
- ZWG 514.82
- IRAS 22363+3348
- PGC 69391